# Fort Oglethorpe
Fort Oglethorpe – miasto w Stanach Zjednoczonych, w stanie Georgia, w hrabstwie Catoosa.